# Mussaenda chevalieri
Mussaenda chevalieri är en måreväxtart som beskrevs av Charles-Joseph Marie Pitard. Mussaenda chevalieri ingår i släktet Mussaenda och familjen måreväxter. Inga underarter finns listade i Catalogue of Life.